# Jason Isaacs
Jason Isaacs, född 6 juni 1963 i Liverpool, England, är en brittisk skådespelare. Han spelar bland annat Lucius Malfoy i Harry Potter-filmerna.

## Filmografi (urval)
- 1992 – Kommissarie Morse, avsnitt Cherubim & Seraphim (gästroll i TV-serie)
- 1996 – Dragonheart
- 1997 – Event Horizon
- 1998 – Armageddon
- 2000 – Patrioten
- 2001 – Ljuva november
- 2001 – Black Hawk Down
- 2002 – Windtalkers
- 2002 – The Tuxedo
- 2002 – Harry Potter och Hemligheternas kammare
- 2003 – Peter Pan
- 2005 – Elektra
- 2005 – Avatar: Legenden om Aang (TV-serie) (röst)
- 2005 – The Chumscrubber
- 2005 – Harry Potter och den flammande bägaren
- 2005 – Nine Lives
- 2006 – Rika vänner
- 2006–2008 – Brotherhood (TV-serie)
- 2007 – Harry Potter och Fenixorden
- 2008 – Good
- 2010 – Green Zone
- 2010 – Batman: Under the Red Hood (röst)
- 2014 – Castlevania: Lords of Shadow (röst i datorspel)
- 2010 – Harry Potter och dödsrelikerna – Del 1
- 2011 – Green Lantern: Emerald Knights (röst)
- 2011 – Bilar 2 (röst)
- 2011 – Harry Potter och dödsrelikerna – Del 2
- 2011 – Abduction
- 2013 – Sweet Vengeance
- 2013 – A Single Shot
- 2014 – Castlevania: Lords of Shadow 2 (röst i datorspel)
- 2014–2015 – Star Wars Rebels (TV-serie) (röst)
- 2014 – Fury
- 2017–2018 – Star Trek: Discovery (TV-serie)
- 2025 – The White Lotus (TV-serie)